# Kade Ruotolo
Kade Ruotolo (Maui, Hawái, Estados Unidos; 22 de enero de 2003) es un grappler de sumisión y artista marcial mixto estadounidense firmado con ONE Championship, donde es el actual Campeón Mundial de Submission Grappling de Peso Ligero de ONE. Siendo un competidor junto a su hermano desde los tres años de edad, Ruotolo es un dos veces Campeón Mundial de la IBJJF, una vez campeón panamericano de la IBJJF y una vez campeón del European Open en cinturón marrón, promovido a cinturón negro en diciembre del 2021. En 2022, Ruotolo ganó el Campeonato Mundial de -77 kg de ADCC, convirtiéndose, a los 19 años, en el Campeón Mundial de ADCC más joven de la historia.

## Primeros años
Nació en Maui, Hawái, de ascendencia puertorriqueña e italiana. Ruotolo se crio en Huntington Beach, California, y comenzó a competir en jiu-jitsu a los 3 años de edad. Ruotolo y su hermano Tye fueron considerados como las "primeras estrellas infantiles del grappling", entrenaron en Art Of Jiu-Jitsu academy (AOJ) por 4 años bajo la tutela de Guilherme y Rafael Mendes antes de trasladarse a Atos jiu-jitsu en 2017. Como cinturón marrón Ruotolo ganó el Campeonato Mundial de Jiu-Jitsu dos veces, además de los campeonatos panamericanos y el European Open.
Ruotolo y su hermano fueron promovidos a cinturón negro el 14 de diciembre de 2021 por André Galvão.

## Carrera competitiva

### Combat Jiu-Jitsu
El 9 de noviembre de 2020, Ruotolo compitió en los Campeonatos Mundiales de Combat Jiu-Jitsu y derrotó a cuatro grapplers en una noche para ganar el título. Su sumisión Buggy choke sobre PJ Barch en la final fue premiado como la 'Sumisión del Año' en los premios de 2020 de Jitsmagazine.

### ADCC Trials
Ruotolo ganó los Trials de la Costa Este de Norteamérica de la división de 77kg del ADCC el 6 de noviembre de 2021, consiguiendo así una invitación para el ADCC 2022. Fue premiado con la 'Sumisión del Año' en los premios de 2021 de Jitsmagazine por su d'arce choke volador sobre Joshua Dawson en la segunda ronda del torneo. En preparación para el evento, Ruotolo enfrentó a Roberto Jiménez en el Road to ADCC el 17 de julio de 2021, siendo sometido con un rear-naked choke. Durante el 25–26 de septiembre, Ruotolo compitió en los Campeonatos de Who's Number One y derrotó a tres oponentes para convertirse en el campeón inaugural de peso ligero de la promoción. En el Grapplefest 10, el 10 de noviembre de 2021, Ruotolo derrotó a Keith Krikorian por decisión.

### ADCC 2022
Ruotolo compitió en la división de 77 kilogramos en el Campeonato Mundial de 2022 de ADCC. Ruotolo se convirtió en el competidor más joven en ganar el oro, sometiendo a Micael Galvão en la final del torneo, convirtiéndose a su vez en el primer grappler en someter a Galvao.

### ONE Championship
El 15 de marzo de 2021, Ruotolo y su hermano firmaron con ONE Championship para competir en submission grappling y eventualmente hacer su debut en MMA.
Ruotolo hizo su debut en la promoción contra la leyenda japonesa de MMA Shinya Aoki en un combate de grappling de peso ligero en ONE 157. Ganó el combate por decisión unánime luego, de no poder lograr una sumisión durante los 10 minutos pactados.

#### Campeonato de Submission Grappling de Peso Ligero de ONE
Ruotolo enfrentó al cuatro veces Campeón Mundial de Sambo Uali Kurzhev por el Campeonato Inaugural de Submission Grappling de Peso Ligero de ONE en ONE on Prime Video 3, el 21 de octubre de 2022. Durante el pesaje, Kurzhev dio 174 libras, 4 libras por encima del límite de peso ligero, la pelea continuó en un peso pactado en el que sólo Ruotolo podía ganar el título. Ruotolo ganó la pelea con un heel hook en para convertirse en el Campeón Inaugural de Submission Grappling de Peso Ligero de ONE. Esta victoria lo haría ganador de su primer premio de Actuación de la Noche.
Ruotolo hizo la primera defensa de su título de submission grappling de peso ligero de ONE contra el Campeón Mundial de la IBJJF Matheus Gabriel en ONE on Prime Video 5 el 2 de diciembre de 2022. Ganó la pelea por decisión unánime.
Ruotolo hizo la segunda defensa de su título contra Tommy Langaker el 9 de junio de 2023, en ONE Fight Night 11. Ganó la pelea por decisión unánime.
Ruotolo hizo la tercera defensa de su título contra Tommy Langaker el 28 de enero de 2024, en ONE 165. Ganó la pelea por decisión unánime. Esta victoria lo hizo merecedor de su segundo premio de Actuación de la Noche.
Ruotolo enfrentó a Francisco Lo en un peso pactado de 180 libras el 5 de abril de 2024, en ONE Fight Night 21. Ganó la pelea por sumisión en menos de 5 minutos.

### Craig Jones Invitational
Ruotolo estaba programado originalmente para competir en el ADCC 2024, pero él y su hermano Tye dejaron el torneo para competir en la división -80kg del Invitacional inaugural de Craig Jones el 16 y 17 de agosto de 2024.
Ruotolo está programado hacer la cuarta defensa de su título de peso ligero contra el Campeón Mundial de Submission Grappling de Peso ,Mosca de ONE Mikey Musumeci el 6 de septiembre de 2024, en ONE 168.

## Carrera de artes marciales mixtas

### 2024
Ruotolo hizo su debut en artes marciales mixtas contra Blake Cooper el 7 de junio de 2024, en ONE 167. Ganó la pelea por sumisión en el primer asalto.

## Linaje de instrucción
Kano Jigoro → Tomita Tsunejiro → Mitsuyo "Conde Koma" Maeda → Carlos Gracie Sr. → Hélio Gracie → Rolls Gracie → Romero "Jacare" Cavalcanti → Alexandre Paiva → Fernando "Tererê" Augusto →  André Galvao →  Kade Ruotolo

## Campeonatos y logros
- ONE Championship
  - Campeonato Mundial de Submission Grappling de Peso Ligero de ONE (Una vez; actual)
    - Tres defensas titulares exitosas

  - Peleador del Año 2022 de Submission Grappling de ONE Championship
  - Actuación de la Noche (Dos veces) vs. Uali Kurzhev y Tommy Langaker[21]
- ADCC Submission Wrestling World Championship
  -  Campeonato Mundial de ADCC 2022 (–77 kg)
- Combat Jiu-Jitsu
  - Campeón de Peso Ligero de Combat Jiu-Jitsu de 2020
- International Brazilian Jiu-Jitsu Federation[5]
  - Campeonato Mundial de la IBJJF (2019, 2021 como cinturón marrón)
  - Campeonato Panamericano de la IBJJF Pan (2019)
  - Campeonato de European Open de la IBJJF (2019[29])
  - Campeonato Panamericano Infantil de la IBJJF (2010 / 2014 / 2015 / 2017 / 2018)
  - Campeonato Internacion Infantil de la IBJJF (2014 / 2016)
  - Campeonato Nacional de Estados Unidos Infantil de la IBJJF (2014 / 2015)
  - Segundo lugar del European Open de la IBJJF (2019)
  - Tercer lugar del Campeonato Panamericano de la IBJJF (2019[29])
- Figure 4 Promotions[5]
  - Campeonato de 70 kg de GrappleFest (2020)
- FloGrappling[5]
  - Campeonato de Peso Ligero de FloGrappling

## Récord en artes marciales mixtas
| Récord profesional | Récord profesional | Récord profesional |
| 1 pelea            | 1 victoria         | 0 derrotas         |
| ------------------ | ------------------ | ------------------ |
| Sumisión           | 1                  | 0                  |

| Resultado | Récord | Oponente     | Método                      | Evento  | Fecha              | Ronda | Tiempo | Localización     | Notas                 |
| --------- | ------ | ------------ | --------------------------- | ------- | ------------------ | ----- | ------ | ---------------- | --------------------- |
| Victoria  | 1–0    | Blake Cooper | Sumisión (rear-naked choke) | ONE 167 | 7 de junio de 2024 | 1     | 3:20   | Denver, Colorado | Debut en peso ligero. |

## Récord en grappling de sumisión
| Récord profesional | Récord profesional | Récord profesional |
| 34 peleas          | 30 victorias       | 4 derrotas         |
| ------------------ | ------------------ | ------------------ |
| Sumisión           | 14                 | 4                  |
| Decisión           | 16                 | 0                  |

| Resultado | Récord | Oponente         | Método                      | Evento                                  | División | Tipo | Fecha                    | Localización          |
| --------- | ------ | ---------------- | --------------------------- | --------------------------------------- | -------- | ---- | ------------------------ | --------------------- |
|           |        | Mikey Musumeci   |                             | ONE 168                                 | –170 lbs | Nogi | 6 de septiembre de 2024  | Denver, CO            |
|           |        |                  |                             | Craig Jones Invitational                | –80 kg   | Nogi | 16 de agosto de 2024     | Las Vegas, NV         |
| Victoria  | 30–4   | Francisco Lo     | Sumisión (rear-naked choke) | ONE Fight Night 21                      | –180 lbs | Nogi | 5 de abril de 2024       | Bangkok               |
| Victoria  | 29–4   | Tommy Langaker   | Decisión (unánime)          | ONE 165                                 | –170 lbs | Nogi | 28 de enero de 2024      | Tokio, Japón          |
| Victoria  | 28–4   | Tommy Langaker   | Decisión (unánime)          | ONE Fight Night 11                      | –170 lbs | Nogi | 9 de junio de 2023       | Bangkok               |
| Victoria  | 27–4   | Matheus Gabriel  | Decisión (unánime)          | ONE on Prime Video 5                    | –170 lbs | Nogi | 2 de diciembre de 2022   | Pásay, Manila         |
| Victoria  | 26–4   | Uali Kurzhev     | Sumisión (heel hook)        | ONE on Prime Video 3                    | –170 lbs | Nogi | 21 de octubre de 2022    | Kuala Lumpur, Malasia |
| Victoria  | 25–4   | Micael Galvão    | Sumisión (heel hook)        | ADCC 2022                               | –77 kg   | Nogi | 18 de septiembre de 2022 | Las Vegas, NV         |
| Victoria  | 24–4   | PJ Barch         | Sumisión (armbar)           | ADCC 2022                               | –77 kg   | Nogi | 18 de septiembre de 2022 | Las Vegas, NV         |
| Victoria  | 23–4   | Roberto Jiménez  | Sumisión (heel hook)        | ADCC 2022                               | –77 kg   | Nogi | 17 de septiembre de 2022 | Las Vegas, NV         |
| Victoria  | 22–4   | Lachan Giles     | Sumisión (armlock)          | ADCC 2022                               | –77 kg   | Nogi | 17 de septiembre de 2022 | Las Vegas, NV         |
| Victoria  | 21–4   | Shinya Aoki      | Decisión (unánime)          | ONE 157                                 | –170 lbs | Nogi | 20 de mayo de 2022       | Kallang               |
| Victoria  | 20–4   | Keith Kirkorian  | Decisión                    | Grapple Fest 10                         | –161 lbs | Nogi | 20 de noviembre de 2021  | Liverpool, Inglaterra |
| Victoria  | 19–4   | William Tackett  | Decisión                    | ADCC East Coast Trials                  | –77 kg   | Nogi | 7 de noviembre de 2021   | Atlantic City, NJ     |
| Victoria  | 18–4   | PJ Barch         | Puntos (2–0)                | ADCC East Coast Trials                  | –77 kg   | Nogi | 6 de noviembre de 2021   | Atlantic City, NJ     |
| Victoria  | 17–4   | Magid Hage       | Puntos (5–0)                | ADCC East Coast Trials                  | –77 kg   | Nogi | 6 de noviembre de 2021   | Atlantic City, NJ     |
| Victoria  | 16–4   | Kieran Kichuk    | Sumisión                    | ADCC East Coast Trials                  | –77 kg   | Nogi | 6 de noviembre de 2021   | Atlantic City, NJ     |
| Victoria  | 15–4   | Jeovany Ortiz    | Puntos (9–0)                | ADCC East Coast Trials                  | –77 kg   | Nogi | 6 de noviembre de 2021   | Atlantic City, NJ     |
| Victoria  | 14–4   | Joshua Dawson    | Sumisión (D'arce choke)     | ADCC East Coast Trials                  | –77 kg   | Nogi | 6 de noviembre de 2021   | Atlantic City, NJ     |
| Victoria  | 13–4   | Joel Smith       | Sumisión (D'arce choke)     | ADCC East Coast Trials                  | –77 kg   | Nogi | 6 de noviembre de 2021   | Atlantic City, NJ     |
| Victoria  | 12–4   | Gabriel Sousa    | Sumisión (D'arce choke)     | Who's Number One Championship           | –155 lbs | Nogi | 26 de septiembre de 2021 | Austin, TX            |
| Victoria  | 11–4   | Joshua Cisneros  | Decisión (lesión)           | Who's Number One Championship           | –155 lbs | Nogi | 25 de septiembre de 2021 | Austin, TX            |
| Victoria  | 10–4   | Diego Batista    | Sumisión (D'arce choke)     | Who's Number One Championship           | –155 lbs | Nogi | 25 de septiembre de 2021 | Austin, TX            |
| Derrota   | 9–4    | Roberto Jiménez  | Sumisión (rear-naked choke) | Road to ADCC                            | –88 kg   | Nogi | 18 de julio de 2021      | Austin, TX            |
| Victoria  | 9–3    | Cole Franson     | Sumisión (buggy choke)      | WNO: Craig Jones vs Tye Ruotolo         | –165 lbs | Nogi | 18 de junio de 2021      | Austin, TX            |
| Victoria  | 8–3    | Ethan Crelinsten | Sumisión (D'arce choke)     | WNO: Rafael Lovato Jr. vs Gilbert Burns | –155 lbs | Nogi | 30 de abril de 2021      | Austin, TX            |
| Derrota   | 7–3    | Roberto Jiménez  | Sumisión (rear-naked choke) | Third Coast Grappling: Kumite 5         | –170 lbs | Nogi | 8 de agosto de 2020      | Dallas, TX            |
| Victoria  | 7–2    | Vitor Oliveira   | Decisión                    | Third Coast Grappling: Kumite 5         | –170 lbs | Nogi | 8 de agosto de 2020      | Dallas, TX            |
| Victoria  | 6–2    | Ethan Crelinsten | Decisión (unánime)          | WNO: Gordon Ryan vs Kyle Boehm          | –160 lbs | Nogi | 6 de junio de 2020       | Dallas, TX            |
| Victoria  | 5–2    | Ashley Williams  | Decisión                    | Grapple Fest 8                          | –70 kg   | Nogi | 29 de febrero de 2020    | Liverpool, Inglaterra |
| Victoria  | 4–2    | Jeremy Skinner   | Sumisión (D'arce choke)     | Grapple Fest 7                          | –70 kg   | Nogi | 23 de noviembre de 2019  | Liverpool, Inglaterra |
| Derrota   | 3–1    | Nicky Ryan       | Sumisión (inside heel hook) | ADCC West Coast Trials                  | –66 kg   | Nogi | 9 de febrero de 2019     | Burbank, CA           |
| Victoria  | 3–1    | Michael Alvarez  | Puntos (2–0)                | ADCC West Coast Trials                  | –66 kg   | Nogi | 9 de febrero de 2019     | Burbank, CA           |
| Victoria  | 2–1    | Amanveer Kaler   | Puntos (3–0)                | ADCC West Coast Trials                  | –66 kg   | Nogi | 9 de febrero de 2019     | Burbank, CA           |
| Victoria  | 1–1    | Jordan Holy      | Puntos (5–0)                | ADCC North American Trials              | –66 kg   | Nogi | 3 de noviembre de 2018   | Brooklyn, NY          |
| Derrota   | 0–1    | Zach Green       | Sumisión                    | ADCC North American Trials              | –66 kg   | Nogi | 3 de noviembre de 2018   | Long Beach, CA        |

## Récord en Combat Jiu-Jitsu
| Récord profesional | Récord profesional | Récord profesional |
| 4 peleas           | 4 victorias        | 0 derrotas         |
| ------------------ | ------------------ | ------------------ |
| Sumisión           | 3                  | 0                  |
| Decisión           | 1                  | 0                  |

| Resultado | Récord | Oponente       | Método                      | Evento                  | División | Tipo | Fecha                   | Localización         |
| --------- | ------ | -------------- | --------------------------- | ----------------------- | -------- | ---- | ----------------------- | -------------------- |
| Victoria  | 4–0    | PJ Barch       | Sumisión (buggy choke)      | Combat Jiu-Jitsu Worlds | –155 lbs | Nogi | 29 de noviembre de 2020 | Cancún, Quintana Roo |
| Victoria  | 3–0    | Jordan Holy    | Sumisión (guillotine choke) | Combat Jiu-Jitsu Worlds | –155 lbs | Nogi | 29 de noviembre de 2020 | Cancún, Quintana Roo |
| Victoria  | 2–0    | Danny Collazo  | Escape más rápido           | Combat Jiu-Jitsu Worlds | –155 lbs | Nogi | 29 de noviembre de 2020 | Cancún, Quintana Roo |
| Victoria  | 1–0    | Laird Anderson | Sumisión (kneebar)          | Combat Jiu-Jitsu Worlds | –155 lbs | Nogi | 29 de noviembre de 2020 | Cancún, Quintana Roo |